# Canal+
Canal+ je francouzský placený televizní kanál se sídlem v Issy-les-Moulineaux. Jedná se o plnoformátovou televizi, která patří do skupiny Groupe Canal+, jež je dceřinou společností mediálního koncernu Vivendi. Vysílá pro území Francie i zámoří.
Vysílání bylo zahájeno 4. listopadu 1984, takže televize patří k nejstarším placeným kanálům v Evropě. V roce 2007 měla spolu s digitální stanicí přibližně 4,5 milionů zákazníků na všech způsobech přenosu (pozemní, kabelové, satelitní a DSL).
Vedle celovečerních filmů a sportovních přenosů patří k hlavnímu vysílacímu programu také seriály a dokumentární filmy.
Canal+ je financován především z předplatného. Asi 25 % příjmů televize jde na podporu francouzské filmové tvorby (koupí vysílacích práv nebo jako koproducent). Tím může Canal+ uvádět televizní filmy dříve, než jiné stanice.
Od poloviny 90. let provozuje Canal+ digitální Canal Satellite.
Canal+ rovněž expandoval do Beneluxu, Skandinávie, Španělska a Polska. Mnohé z těchto kanálů byly mezitím prodány a přejmenovány. Např. v Belgii se nazývají PRIME (ve Flandrech) a BeTV (ve Valonsku), Nizozemsku Film1 a Sport1 a ve Španělsku Cuatro.